# Symfoniorkester
Et symfoniorkester er et stort, blandet orkester, der – som navnet siger – magter at spille symfonier. Orkestret ledes af en dirigent.
Orkestret omfatter 72-110 musikere.

## Besætning
Symfoniorkestrets besætning har ændret sig en smule igennem tiden. Der er dog en vis fast struktur. Orkestret har altid en større strygergruppe som basis samt en træblæser- og en messinggruppe. Slagtøj hører også med i ethvert symfoniorkester. I nyere tid er f.eks. saxofoner blevet benyttet i orkestret, selvom de ikke er standardinventar, ligesom mere specielle instrumenter som Ondes Martenot. Besætningen varierer en smule alt efter komponistens ønske. Før Beethovens niende symfoni var det uset med kor i en symfoni, men siden da har dette også været et fænomen som høres i symfonier.

### Strygere
Strygersektionen er den største gruppe og består af:
- 24-30 violiner inddelt i første og anden violinstemmer
- 8-12 bratscher
- 8-10 celloer
- 5-8 kontrabasser

### Træblæsere
- 3-4 tværfløjter hvoraf den ene oftest både spiller anden fløjte-stemme samt piccolo-stemme
- 3-4 oboer – her kan den ene stemme være for engelskhorn
- 3-4 klarinetter (samt evt. basklarinet)
- 3-4 fagotter (samt evt. kontrafagot)

I nyere kompositioner er træblæsergruppen ofte udvidet med op til 5 af samme instrument (f.eks. 4 fagotter + kontra; eller 3 oboer og 2 engelskhorn), samt nyere instrumenter som f.eks. saxofon.

### Messingblæsere
- 4-6 valdhorn
- 3-4 trompeter
- 3-4 basuner
- 1 tuba

I visse værker (ofte Mahler) ses dobbelt besætning på messingrækken, også Bruckner gør stor brug af dette.

### Slagtøj
- 1 lilletromme
- 2-4 pauker (1 person spiller disse – i ældre kompositioner bruges oftest kun 2, mens nyere stykker ofte gør brug af 4)
- Andre idiofoner og membranofoner (bækkener, klokkespil, chimes, stortromme, gong, oma.). Disse administreres af 1-2 personer

Andet
- 1 flygel
- 1 celeste
- 1 cembalo
- 1 orgel
- 1-2 harper

### Placering
Symfoniorkestrets medlemmer placeres altid nogenlunde ens.
Forrest sidder strygerne med førsteviolinerne længst til venstre (for publikum), derefter følger andenviolin, bratsch, cello og kontrabas.
Bagved sidder træblæsere og messingblæsere i hver sin gruppe, mens slagtøjet er placeret bagerst.
En evt. solist placeres foran orkestret, skråt bagved dirigenten. Hvis der medvirker kor, placeres det bag orkestret (hævet på podier så der er udsyn til dirigenten).
Koncertmesteren, som er en førsteviolin, sidder lige til venstre for dirigenten. Når en koncert starter er det kutyme at dirigenten giver koncertmesteren hånd.

## Udvalgte symfoniorkestre
- Danmarks Underholdningsorkester, København
- Aalborg Symfoniorkester, Aalborg
- Berliner Philharmonikerne i Berlin
- Concertgebouworkest i Amsterdam
- DR SymfoniOrkestret i København
- Odense Symfoniorkester, Odense
- New York Philharmonic i New York City
- Royal Philharmonic Orchestra i London
- Philharmonia Orchestra i London
- Wiener Philharmonikerne i Wien
- Dublin Philharmonic Orchestra i Dublin
- Europa Philharmonie med hjemsted i Baden-Württemberg
- Aarhus Symfoniorkester
- Copenhagen Phil (om sommeren: Tivolis Symfoniorkester)